# Maribel Verdú
Maribel Verdú, née le 2 octobre 1970 à Madrid, est une actrice espagnole.
Elle est à ce jour l'une des sept actrices à avoir reçu le prix national de Cinématographie du ministère espagnol de la Culture, avec Carmen Maura, Rafaela Aparicio, María Luisa Ponte, Marisa Paredes, Mercedes Sampietro et Ángela Molina.

## Biographie

### Jeunesse
Maribel est né à Madrid, en Espagne. Elle a commencé à jouer à 13 ans, apparaissant dans diverses publicités. Elle quitte l'école à l'âge de 15 ans pour pouvoir se consacrer pleinement à sa carrière d'actrice.

### Carrière
Maribel est révélée par Fernando Trueba et par de jeunes réalisateurs des années 1980, avant de jouer souvent des seconds rôles auprès de Victoria Abril dans les films de Vicente Aranda. 
Elle poursuit une carrière prolifique, et se fait remarquer par d'importants rôles secondaires dans des succès critiques et publics comme Y tu mamá también ou Le Labyrinthe de Pan.

### Vie privée
Maribel a épousé Pedro Larrañaga le 2 septembre 1999. Il est le fils des acteurs Carlos Larrañaga (en)et María Luisa Merlo (en).

## Filmographie

### Cinéma

#### Années 1980
- 1986 : El orden cómico d'Álvaro Forqué : une prostituée
- 1986 : 27 Heures (27 horas) de Montxo Armendáriz : Maite
- 1986 : Manolo (El año de las luces) de Fernando Trueba : María Jesús
- 1987 : Le Buraliste de Vallecas (La estanquera de Vallecas) d'Eloy de la Iglesia : Ángeles
- 1987 : El señor de los ilanos de Santiago San Miguel (es) : Ana
- 1988 : El juego más divertido (es) d'Emilio Martínez-Lázaro : Betty
- 1988 : Barcelona Connection (es) de Miguel Iglesias : Paloma
- 1988 : Sinatra de Francesc Betriu : Natalia
- 1988 : Soldadito español d'Antonio Giménez-Rico : Marta Ocón Cabezuela
- 1988 : El aire de un crimen d'Antonio Isasi-Isasmendi : La Chiqui
- 1989 : Badis de Mohamed Abderrahman Tazi : Moira
- 1989 : Los días del cometa de Luis Ariño : Aurora

#### Années 1990
- 1990 : Ovejas negras de José María Carreño - Lola
- 1991 : Amants (Amantes) de Vicente Aranda : Trini
- 1991 : El Sueño de Tanger de Ricardo Franco : Viernes
- 1992 : Salsa rosa de Manuel Gómez Pereira : Koro
- 1992 : El Beso del sueño de Rafael Moreno Alba : Margot
- 1992 : Belle Époque de Fernando Trueba : Rocío
- 1993 : El amante bilingüe de Vicente Aranda : la fille au violon (non créditée)
- 1993 : Macho de Bigas Luna : Claudia
- 1993 : Tres palabras d'Antonio Giménez-Rico : María / Lupe
- 1994 : Al otro lado del túnel de Jaime de Armiñán : Mariana
- 1994 : El cianuro... ¿solo o con leche? de José Miguel Ganga : Justina
- 1994 : Canción de cuna de José Luis Garci : Teresa
- 1996 : La Celestina de Gerardo Vera : Areusa
- 1997 : La Bonne Étoile (La Buena Estrella) de Ricardo Franco : Marina
- 1997 : Routes secondaires (Carreteras secundarias) d'Emilio Martínez-Lázaro : Paquita
- 1998 : Frontera Sur de Gerardo Herrero : Teresa / Piera
- 1998 : L'enthousiasme (El entusiasmo) de Ricardo Larraín : Isabel
- 1999 : Goya à Bordeaux (Goya en Burdeos) de Carlos Saura : la duchesse d'Albe

#### Années 2000
- 2000 : Toreros d'Éric Barbier : María
- 2000 : El portero de Gonzalo Suárez : Manuela
- 2001 : Hold-Up d'Eva Lesmes : Silvia
- 2001 : Y tu mamá también d'Alfonso Cuarón : Luisa Cortés
- 2001 : Tuno negro de Pedro L. Barbero et Vicente J. Martín : Arancha
- 2002 : Lisístrata de Francesc Bellmunt : Lisístrata
- 2003 : Tiempo de tormenta de Pedro Olea : Elena
- 2003 : Jericho Mansions d'Alberto Sciamma : Dolores O'Donell
- 2006 : Le Labyrinthe de Pan (El laberinto del fauno) de Guillermo del Toro : Mercedes
- 2007 : El niño de barro de Jorge Algora : Estela
- 2007 : La Zona, propriété privée (La zona) de Rodrigo Plá : Mariana
- 2007 : Siete mesas de billar francés de Gracia Querejeta : Ángela
- 2007 : Oviedo Express de Gonzalo Suárez : Mina
- 2008 : Los girasoles ciegos de José Luis Cuerda : Elena
- 2009 : Tetro de Francis Ford Coppola : Miranda

#### Années 2010
- 2011 : 1395 dana bez crvene (1395 Days Without Red) de Šejla Kamerić et Anri Sala : Maribel
- 2011 : Chrysalis (De tu ventana a la mía) de Paula Ortiz : Inés
- 2012 : The End (Fin) de Jorge Torregrossa : Maribel
- 2012 : Blancanieves de Pablo Berger : Encarna
- 2012 : Como estrellas fugaces d'Anna Di Francisca : Julia
- 2013 : 15 años y un día de Gracia Querejeta : Margo
- 2013 : Gente en sitios de Juan Cavestany
- 2013 : La vida inesperada de Jorge Torregrossa : Camarera (non créditée)
- 2015 : Felices 140 de Gracia Querejeta : Elia
- 2015 : Sin hijos d'Ariel Winograd : Vicky
- 2016 : La punta del iceberg de David Cánovas : Sofía Cuevas
- 2016 : El faro de las orcas de Gerardo Olivares : Lola
- 2017 : Llueven vacas de Fran Arráez : Margarita
- 2017 : Abracadabra de Pablo Berger : Carmen
- 2018 : Sin rodeos de Santiago Segura : Paz
- 2018 : Ola de crímenes de Gracia Querejeta : Leyre
- 2018 : Superlópez de Javier Ruiz Caldera : Agatha
- 2019 : Grietas d'Adrián López
- 2019 : Setenta veces siete de Gracia Querejeta
- 2019 : The Goya Murders (El asesino de los caprichos) de Gerardo Herrero : Carmen Cobos

#### Années 2020
- 2020 : El año de la furia de Rafa Russo : Emilia
- 2022 : Raymond and Ray de Rodrigo Garcia : Lucia
- 2023 : The Flash d'Andrés Muschietti : Nora Allen
- 2023 : L'un de nous doit mourir de Manolo Cardona : Marta

### Courts métrages
- 1988 : Feliz cumpleaños de Jesús Font
- 1989 : Sabor a rosas de Mónica Agulló
- 2006 : Por dinero negro de Jaime Falero : Samantha
- 2011 : The Red Virgin de Sheila Pye : Aurora Rodriguez
- 2014 : Ultravioleta de Paco Plaza : Lola
- 2015 : Bilbao-Bizkaia Ext: Día, segment "Caminan" de Mikel Rueda : Ana

### Télévision

#### Téléfilms
- 1987 : Don Juan itinerante de Antonio Girau et Antonio Guirau : Doña Ines
- 1988 : Don Juan itinerante de Eugenio García Toledano : Doña Ines
- 1990 : La Femme et le Pantin de Mario Camus : Estrella
- 2005 : Mar rojo d'Enric Alberich : Julia

#### Séries télévisées
- 1985 : La huella del crimen (épisode El crimen del Capitán Sánchez) : Manolita
- 1986 : Segunda enseñanza (épisode La era de Acuario) : Laura Roldán
- 1986 : Nunca se sabe (mini-série)
- 1986 : Turno de oficio (épisode Cosecha del 73) : Herminia
- 1987 : Vida privada (mini-série) : Maria Lluïsa Lloberola
- 1989 : El mundo de Juan Lobón (mini-série) : Encarna
- 1990 : Los jinetes del alba (5 épisodes) : Raquel
- 1990 : Pájaro en una tormenta (épisode Caras nuevas, viejas historias)
- 1991 : Historias del otro lado (épisode El hombre medicina) : Diana Kyteler
- 1992 : La grande collection (épisode La femme et le pantin) : Estrella
- 1994 : Hermanos de leche (épisode Un embarazo de altura)
- 1994-1997 : Canguros (54 épisodes) : Alicia Valle
- 1998 : Más que amigos (épisode Domesticados)
- 1999 : Ellas son así (22 épisodes) : Paula Rosales
- 2003 : Código fuego (6 épisodes) : Elena Valdés
- 2004 : 7 vidas (épisode Abogada del demoño) : Celeste
- 2010 : ¿Qué fue de Jorge Sanz (épisode Guatemala) : voix (non créditée)
- 2023 : Élite (saisons 7 et 8) : Carmen Silva

## Théâtre
- 2013 : Los hijos de Kennedy avec Luis Merlo
- 2012 : Hélade, mise en scène de Joan Ollé
- 2012 : Le Mec de la tombe d'à côté, de Katarina Mazetti, mise en scène de Josep Maria Pou
- 2008-2010 : Le Dieu du carnage, de Yasmina Reza, mise en scène de Tamzin Townsend
- 2003 : Por amor al arte, de Neil LaBute, mise en scène de Gerardo Vera
- 2001 : Les liaisons dangereuses, de Christopher Hampton, d'après la roman de Choderlos de Laclos, mise en scène de Ernesto Caballero
- 2000-2001 : Te quiero... muñeca, de et mise en scène de Ernesto Caballero
- 1996 : Después de la lluvia, de et mise en scène de Sergi Belbel
- 1992 : Juego de reinas, de Carmen Romero, mise en scène de Gerardo Malla
- 1989 : Le Soldat fanfaron, de Plaute, mise en scène de José Luis Alonso de Santos
- 1988 : Romeo et Juliette, de William Shakespeare, mise en scène de Antonio Guirau
- 1987-1988 : Don Juan Tenorio, de José Zorrilla, mise en scène de Antonio Guirau

## Prix et reconnaissance
- 2024 : Médaille d'or du mérite des beaux-arts, décernée par le Ministère de l'Éducation, de la Culture et des Sports espagnol[3]